# 卡奇納村 (亞利桑那州)
卡奇納村（英語：Kachina Village）是位於美國亞利桑那州可可尼諾縣的一個人口普查指定地區。根據2010年美國人口普查，該地人口為2622人，而該地的面積約為3.17平方千米。

## 地理
卡奇納村的座標為35°05′49″N 111°41′34″W / 35.09694°N 111.69278°W，而該地最高點為海拔高度2065米（即6774英尺）。